# Kalskie Nowiny
Kalskie Nowiny (deutsch Kehlerwald) ist ein Ort in der polnischen Woiwodschaft Ermland-Masuren, der zur Stadt- und Landgemeinde Węgorzewo (Angerburg) im Powiat Węgorzewski (Kreis Angerburg) gehört.

## Geographische Lage
Kalskie Nowiny liegt im Nordosten der Woiwodschaft Ermland-Masuren, vier Kilometer östlich der Kreisstadt Węgorzewo (Angerburg).

## Geschichte
Der später von vielen zerstreut liegenden kleinen Gehöften geprägte Ort Kehlerwald wurde 1822 gegründet. Als Wohnplatz der Landgemeinde Kehlen (polnisch Kal) gehörte er bis 1945 zum gleichnamigen Amtsbezirk im Kreis Angerburg im Regierungsbezirk Gumbinnen der preußischen Provinz Ostpreußen.
Im Jahr 1945 wurde Kehlen in Kriegsfolge mit dem gesamten südlichen Ostpreußen nach Polen überstellt und trägt seitdem die polnische Bezeichnung „Kaliskie Nowiny“. Heute ist der Ort Sitz eines Schulzenamtes (polnisch Sołectwo) und eine Ortschaft im Verbund der Stadt- und Landgemeinde Węgorzewo im Powiat Węgorzewski, vor 1998 der Woiwodschaft Suwałki, seither der Woiwodschaft Ermland-Masuren zugehörig.

## Religionen
Kehlerwald war vor 1945 in das Kirchspiel der evangelischen Pfarrkirche Angerburg im Kirchenkreis Angerburg in der Kirchenprovinz Ostpreußen der Kirche der Altpreußischen Union sowie in die katholische Angerburger Kirche Zum Guten Hirten im Dekanat Masuren II (Sitz: Johannisburg, polnisch Pisz) im damaligen Bistum Ermland eingepfarrt.
Heute ist Kalskie Nowiny Teil der katholischen Pfarrei Kirche St. Peter und Paul in Węgorzewo im Dekanat Węgorzewo im Bistum Ełk der Römisch-katholischen Kirche in Polen bzw. der evangelischen Kirchengemeinde in Węgorzewo, einer Filialgemeinde der Pfarrei Giżycko (Lötzen) in der Diözese Masuren der Evangelisch-Augsburgischen Kirche in Polen.

## Verkehr
Kalskie Nowiny ist über eine Nebenstraße zu erreichen, die von der Kreisstadt Węgorzewo nach Stręgiel (Groß Strengeln) und weiter bis Kuty (Kutten) und nach Jakunówko (Jakunowken, 1938 bis 1945 Jakunen) führt. Eine Bahnanbindung besteht nicht.